# Rhonda Sing
Rhonda Ann Sing (née le 21 février 1961 à Calgary (Alberta) et morte 27 juillet 2001 dans cette même ville) aussi connue sous le nom de Bertha Faye est une catcheuse (lutteuse professionnelle). Bien que d'origine canadienne et qu'elle ait lutté pendant une courte période aux États-Unis à la fin des années 1990, elle a passé la majorité de sa carrière et acquis la célébrité au Japon sous le pseudonyme de Monster Ripper (モンスター・リッパー, Monsutā rippā).
Elle commence sa carrière au Japon à la All Japan Women's Pro-Wrestling sous le nom de Monster Ripper. Dès ses débuts, elle incarne une catcheuse badasse. Elle est rapidement mise en valeur en remportant à deux reprises le championnat du monde de la World Women's Wrestling Association (WWWA), le titre majeur de cette fédération.
Elle quitte le Japon au début des années 1980 et elle travaille au Canada, au Mexique ou encore à Porto Rico.
En 1995, elle rejoint la World Wrestling Federation (WWF). Au sein de cette fédération elle prend le nom de ring de Bertha Faye et change de gimmick pour celui d'une catcheuse comique. Cela ne l'empêche pas de détenir une fois le championnat féminin de la WWF.
Elle quitte la WWF un an plus tard et après avoir lutté au Canada et au Mexique, elle intègre la World Championship Wrestling en 1999. Elle y joue à nouveau le rôle d'une comic relief en essayant d'intégrer le groupe des Nitro Girls (en).
Elle quitte la WCW un an plus tard et arrête sa carrière. Elle meurt un peu plus d'un an après son dernier combat.

## Jeunesse
Rhonda Sing grandit à Calgary et se passionne pour le catch et va fréquemment voir les spectacles de la Stampede Wrestling avec sa mère. Durant son adolescence, elle est dans le même lycée que Bret et Owen Hart, les fils du promoteur de la Stampede. Elle souhaite s'entraîner dans cette fédération mais ces derniers refusent de l'aider.

## Carrière de catcheuse

### Débuts à laAll Japan Women's Pro-Wrestling(1979-1980)
Alors qu'elle est en vacances à Hawaï, Rhonda Sing voit à la télévision une émission de la All Japan Women's Pro-Wrestling (AJW) ainsi qu'une publicité pour l'école de catch de Mildred Burke en Californie. Elle décide à 17 ans de partir en Californie pour s'entraîner auprès de Burke. Sing est d'ailleurs une des dernières élèves de Burke. Durant son entraînement, des recruteurs de l'AJW viennent voir les nouvelles élèves de Burke et ils font venir Singh au Japon car son physique est différent des autres catcheuses.
Elle fait ses débuts à l'AJW au début de l'année 1979 sous le nom de Monster Ripper. Ce jour-là, elle fait équipe avec Mami Komeni et elles battent la Beauty Pair (Jackie Sato (en) et Maki Ueda (ja)), deux catcheuses très populaires. Ses premiers combats sont assez rude pour elle car ses adversaires n'hésitent pas à la frapper véritablement. Durant cette période d'apprentissage, elle rencontre Dynamite Kid qui lui explique qu'elle doit elle aussi jouer dur pour gagner le respect des autres catcheuses. Elle se retrouve rapidement mise en valeur puisqu'elle remporte le 31 juillet de cette même année le championnat du monde de la World Women's Wrestling Association (WWA), le titre majeur de l'AJW, après sa victoire sur Sato. Ce premier règne prend fin quand Sato récupère son titre le 13 septembre,.
En 1980, elle a un second règne plus long qui commence le 15 mars après sa victoire face à Sato grâce à l'intervention de Mami Kumao et Yumi Ikeshita,. Il prend fin le 8 août où ces deux catcheuses ont un match à la fin controversé ce qui pousse l'AJW à retirer le titre à Ripper,.

### Passages au Mexique, au Canada et à Porto Rico (1980-1994)
Au début des années 1980, Rhonda Sing commence à faire plusieurs apparitions dans des spectacles de catch au Mexique sous le nom de La Monster.
Elle lutte aussi au Canada à la Stampede Wrestling sous son véritable nom. Elle en est d'ailleurs la première championne du monde féminine de l'International Wrestling Association (IWA) en décembre 1987. On lui remet ce titre et on la présente comme la gagnante d'un match l'opposant à Wendi Richter pour cette ceinture.
Elle lutte aussi à Porto Rico à la Capitol Sports Promotions sous le nom de Monster Ripper,. Elle y remporte le championnat du monde féminin de cette fédération à cinq reprises entre 1987 et 1991.
Durant les années 1990, elle retourne au Mexique où elle travaille sous le nom de La Monstra à la Asistencia Asesoría y Administración (AAA).

### Bref retour à laAll Japan Women's Pro-Wrestling(1991)
Le 21 novembre 1991, elle retourne à la All Japan Women's Pro-Wrestling durant Wrestlemarinepiad. Ce soir là, elle fait équipe avec Bull Nakano et elles battent Aja Kong et Bison Kimura (ja) dans un Steel Cage Texas Death Match,. Plus tard, elle se retrouve face à Nakano dans un match pour le  championnat du monde de la WWWA mais elle ne parvient pas à la battre.

### World Wrestling Federation(1995-1996)
Rhonda Sing rejoint la World Wrestling Federation (WWF) en 1995. Elle y incarne Berha Faye et Vince Russo, le scénariste de la WWF à l'époque, veut en faire une comique,. Harvey Wippleman est son petit ami à l'écran ainsi que son manager. Le 3 avril, Alundra Blayze récupère la ceinture de championne du monde féminine de la WWF après sa victoire sur Bull Nakano. Elle remporte son premier combat à la WWF le 24 avril face à La Pantera Sureña. Dans les semaines qui suivent, elle devient la rivale d'Alundra Blayze à la suite du renvoi de Nakano pour possession de drogue.

## Palmarès
- All Japan Women's Pro-Wrestling (AJW)
  - 2 fois championne du monde de la World Women's Wrestling Association (WWWA)[18]
  - Membre du Hall of Fame de l'AJW[19]
- Capitol Sports Promotions
  - 5 fois championne du monde féminine[12]
- Stampede Wrestling
  - 1 fois championne du monde de l'International Wrestling Association (IWA)[11]
- World Wrestling Association (WWA)
  - 1 fois championne du monde féminine de la WWA[20]
- World Wrestling Federation (WWF)
  - 1 fois championne du monde féminine de la WWF[21]

## Autres récompenses
- Cauliflower Alley Club (en)
  - Prix à titre posthume en 2003[22]